# 广州交通电台
广州交通电台（备案名：广州广播电视台经济交通广播，同时使用呼号：广州应急广播）是中国广东省广州市的一个电台频率，主要服务于广州市区驾车人士的一个广播电台，提供广州市区的即时路面情况报告，为广州广播电视台所有。

## 历史与发展
- 2001年12月1日，广州交通电台的前身广州电台经济环保广播启播，发射频率为AM 1098kHz。该频道为广州电台播出的第三套节目[1]。
- 2002年4月18日，经济环保广播增设FM 106.1MHz调频同步广播。
- 2006年9月25日，经国家广播电影电视总局批准，广州电台第三套节目（FM106.1兆赫、AM1098千赫）开始使用“广州电台经济交通广播”（广州交通电台）的新呼号播出。[2]在此前，因该频道和广东电台旗下羊城交通广播电台存在直接竞争关系，广州电台在申请更名的过程中受到了广东电台的压力。同日，广州交通电台在岑村广州市智能交通管理指挥系统的直播室正式启用，可实时提供路况及其他交通信息。[3]
- 2015年12月31日，广州应急广播开播，利用广州交通电台的频率发布应急信息。[4]

## 发射频率
广州交通电台同时使用调频和调幅广播，发射频率为106.1MHz和1098kHz。
逢星期二0時到5時停機檢修。調幅廣播逢星期二14時到17時停機檢修。